# Маково (Трговиште)
Село Маково се налази у општини Трговиште у Бугарској. Према подацима од 21.07.2005. године има 285 становника.